# Glandorf (Nedersaksen)
Glandorf is een plaats in de Duitse deelstaat Nedersaksen, gelegen in het Landkreis Osnabrück. Het telt 6592 inwoners (2019).

## Indeling van de gemeente
De meeste inwoners van de gemeente wonen in het dorp Glandorf zelf, waar het gemeentebestuur zetelt, en dat midden in de gemeente ligt. 
Rondom Glandorf liggen nog de volgende gehuchten:
- Averfehrden (NW- ten noordwesten van Glandorf)
- Laudiek (enkele huizen aan de noordoostrand)
- Schierloh (O)
- Schwege (W); een dorp van ca. 600 inwoners
- Sudendorf (Z)
- Westendorf (ZW)

## Ligging, verkeer, vervoer
De gemeente vormt op de landkaart een uitstulping in westelijke richting in de grens tussen  Nedersaksen en de aangrenzende deelstaat Noordrijn-Westfalen. 
Naburige gemeenten zijn onder andere Bad Essen, Bad Iburg en Bad Laer in Nedersaksen; Noordrijn-Westfaalse buurgemeenten zijn Lienen (Kreis Steinfurt), Ostbevern, Warendorf en Sassenberg (alle in Kreis Warendorf).

### Wegverkeer
In Glandorf kruist de Bundesstraße 475 (Rheine- Warendorf) de Bundesstraße 51 (Telgte- Georgsmarienhütte). De plaats is sterk op het ruim 20 km noordoostelijker Osnabrück georiënteerd. Aan de zuidrand van die stad is ook de dichtstbijzijnde afrit van een Autobahn (A30, afrit 18 Osnabrück-Nahne).

### Openbaar vervoer
In of nabij de gemeente zijn geen spoorlijnen, waarop passagierstreinen rijden.
Er rijdt een tamelijk frequente (1 x per uur)  lijnbus  via Bad Iburg naar Osnabrück v.v. Minder frequente buslijnen verbinden het dorp met Bad Rothenfelde, Warendorf, Ostbevern en Münster.

## Economie
De gemeente Glandorf bestaat voornamelijk van de landbouw en van daarmee samenhangende ambachtelijke bedrijven. Het midden- en kleinbedrijf is alleen van plaatselijk of regionaal belang.

## Geschiedenis
Glandorf wordt als "Glanathorpe“, dorp aan de beek Glane, voor het eerst in 1074 vermeld. Voor het naamelement Glana worden twee verschillende afleidingen mogelijk geacht: ten eerste: "glanzende beek"; ten tweede: beek, gewijd aan de Keltische watergod Glanos. 
Het pleintje midden in het dorp heet Thie. Hier stond (en staat) de dorpswaterpomp en werd van oudsher door een vierschaar recht gesproken.
Tijdens de Dertigjarige Oorlog werd Glandorf in 1636 door Zweedse soldaten platgebrand. Vele dorpelingen kwamen hierbij om het leven.
Grote armoede in de 19e eeuw leidde, zoals ook elders in de streek, tot massale emigratie, vooral naar de Verenigde Staten.
Glandorf was (en is nog steeds) een in grote meerderheid rooms-katholiek dorp. Maar toen rond 1950 een groep lutherse vluchtelingen uit de door Duitsland na de Tweede Wereldoorlog afgestane gebieden (Heimatvertriebene) in Glandorf een nieuw thuis vonden, hadden zij behoefte aan een klein kerkgebouw. Een nabijgelegen hulpinstelling had een rond 1912 gebouwde houten barak over, die als noodkerk was ingericht. Deze werd in Glandorf neergezet, en werd al spoedig door een nieuw houten kerkje vervangen. Dit kerkje kwam in 1952 gereed en kreeg de (door de houten kribbe waarin Jezus zou zijn geboren geïnspireerde ) naam Kripplein Christi, Kribbetje van Christus. 
In 1972 werd Glandorf, met de eromheen liggende gehuchten,  in het kader van gemeentelijke herindelingen bij de gemeente Bad Laer gevoegd. De huidige gemeente werd in 1981 echter daarvan weer afgesplitst en herkreeg haar zelfstandigheid.

## Bezienswaardigheden
- De rooms-katholieke Johanneskerk van Glandorf; gedeeltelijk daterend uit 1270; in 1636 verwoest; in 1820 herbouwd; de toren dateert grotendeels uit 1937.
- Het buurtje rondom deze kerk en het plein Thieplatz met enkele oude, goed gerestaureerde, schilderachtige vakwerkhuizen
- De windmolen van Glandorf (bouwjaar 1839; gerestaureerd in 1970)
- Het gewelf met de ondergrondse cisterne op de Thieplatz
- De rooms-katholieke Mariakerk van Schwege (19e eeuw)
- De in 1979 opgegraven zwerfsteen Goliath, waar een stukje afbrak (David) staat op een weilandje bij het dorpshuis van Averfehrden.
- Op 4 km ten zuidoosten van Glandorf, juist over de deelstaatgrens met Noordrijn-Westfalen, staat aan de B475 het Kasteel Harkotten, zie: Sassenberg.

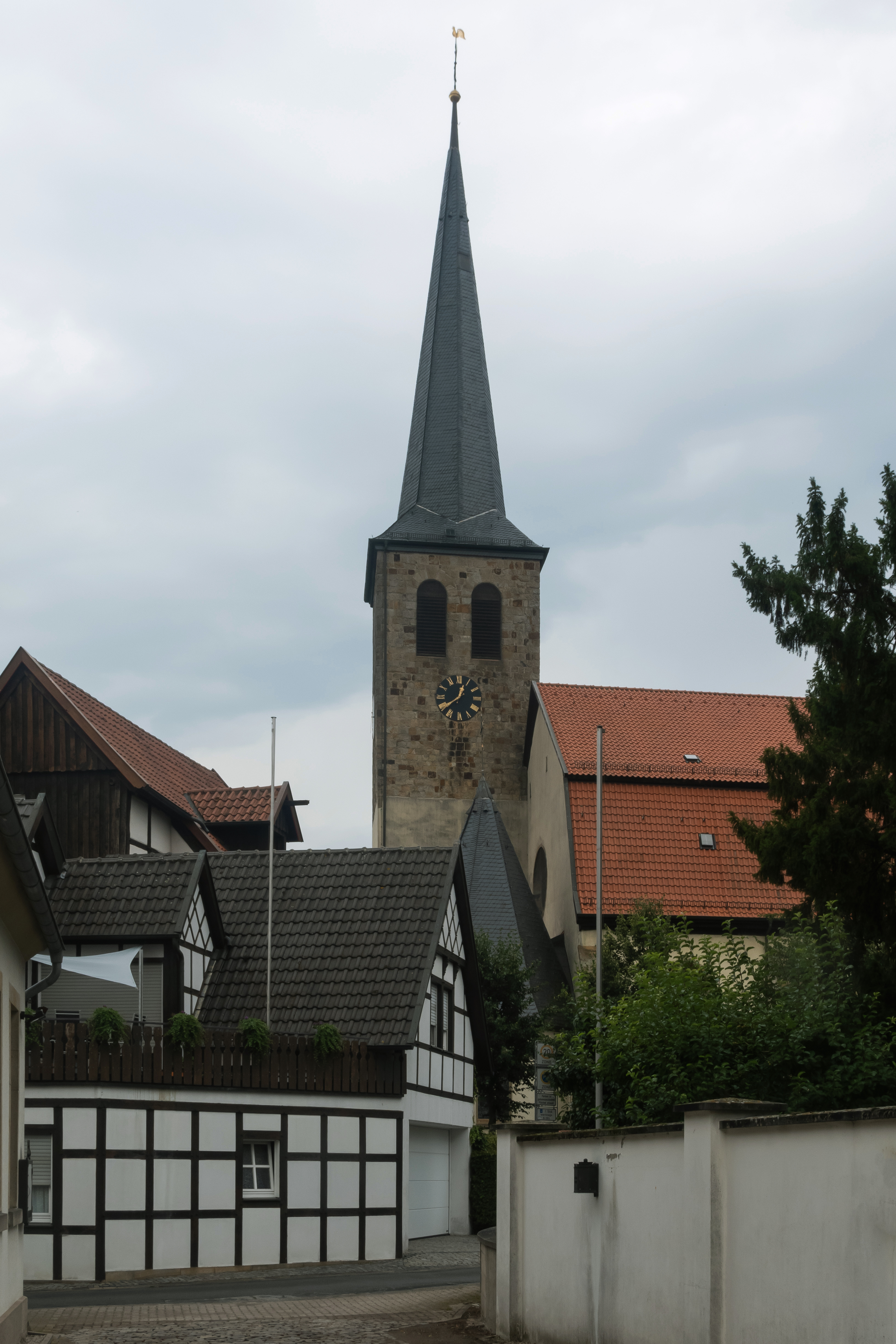
R.K. Johanneskerk, Glandorf
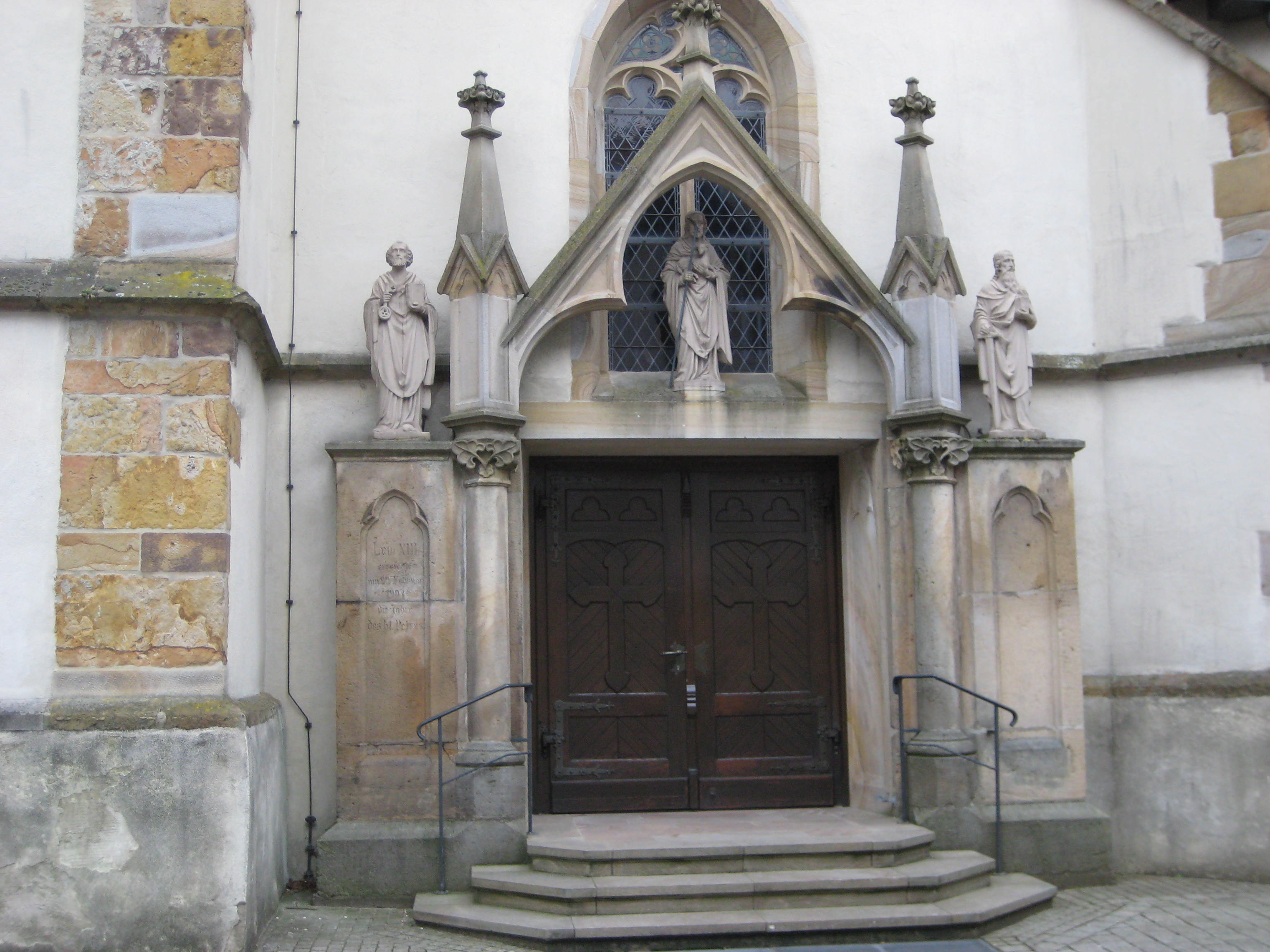
Portaal van de Johanneskerk
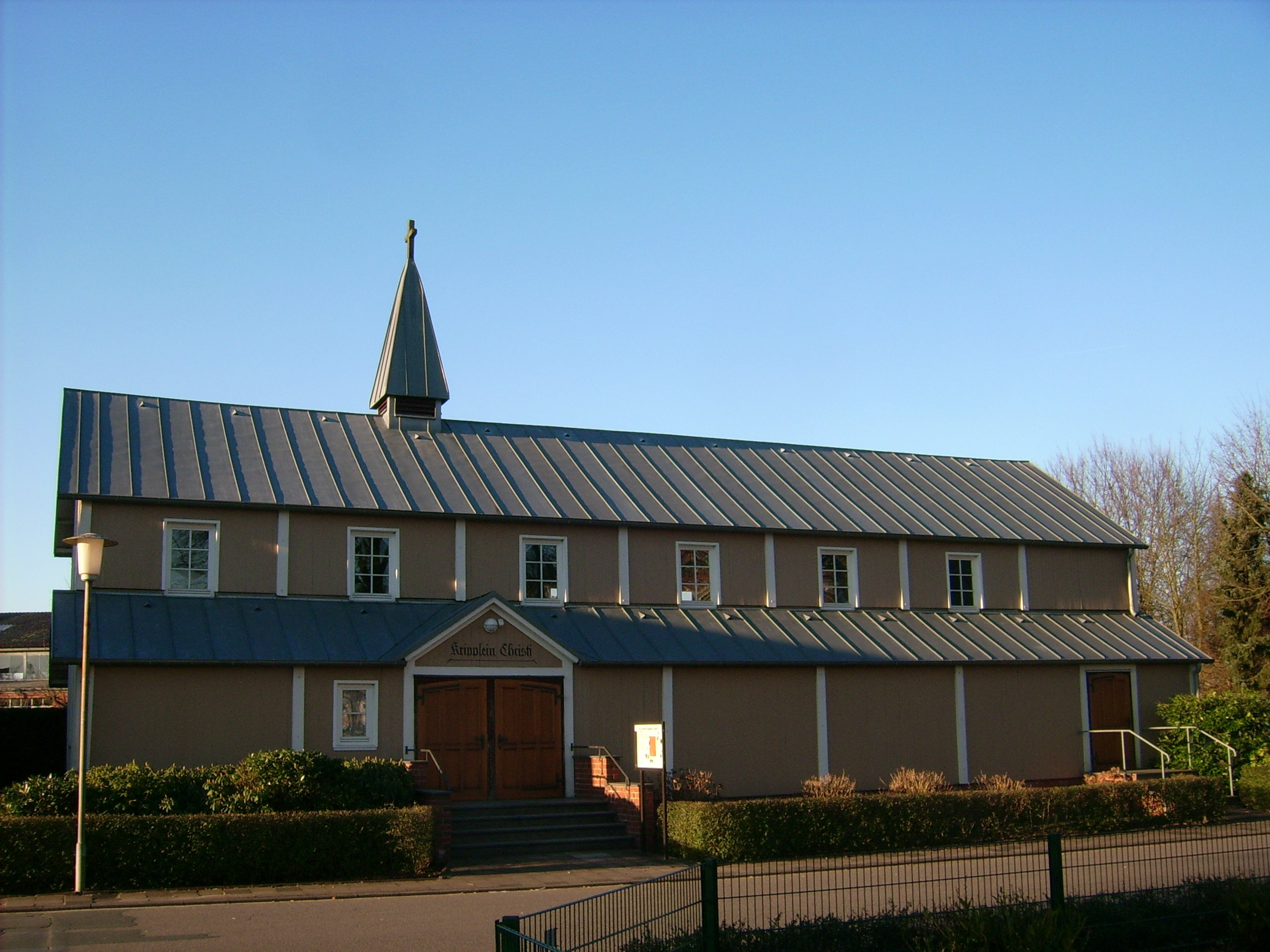
Evang.-luthers, houten kerkje Kripplein Christi
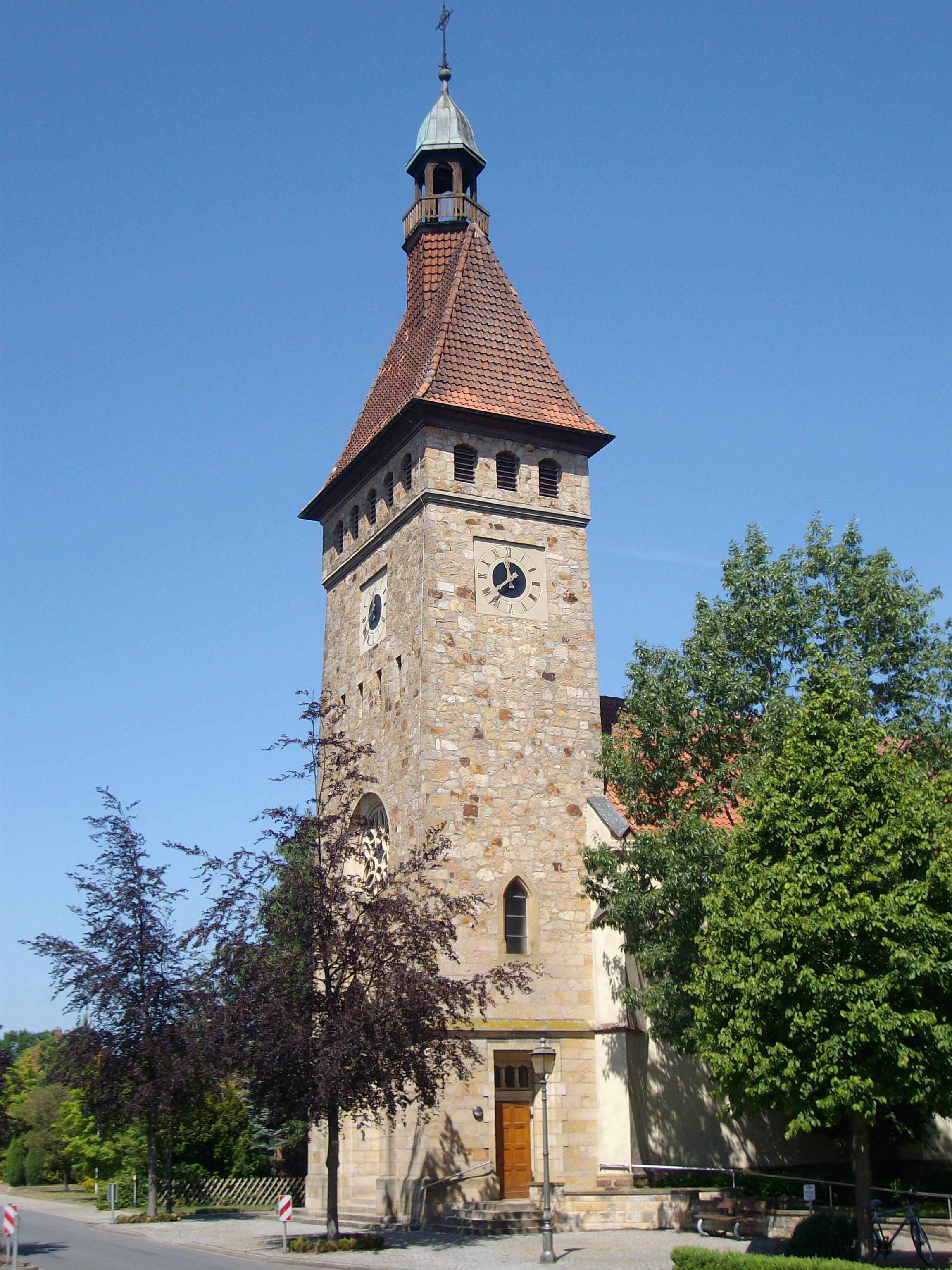
R.K. Mariakerk in Schwege
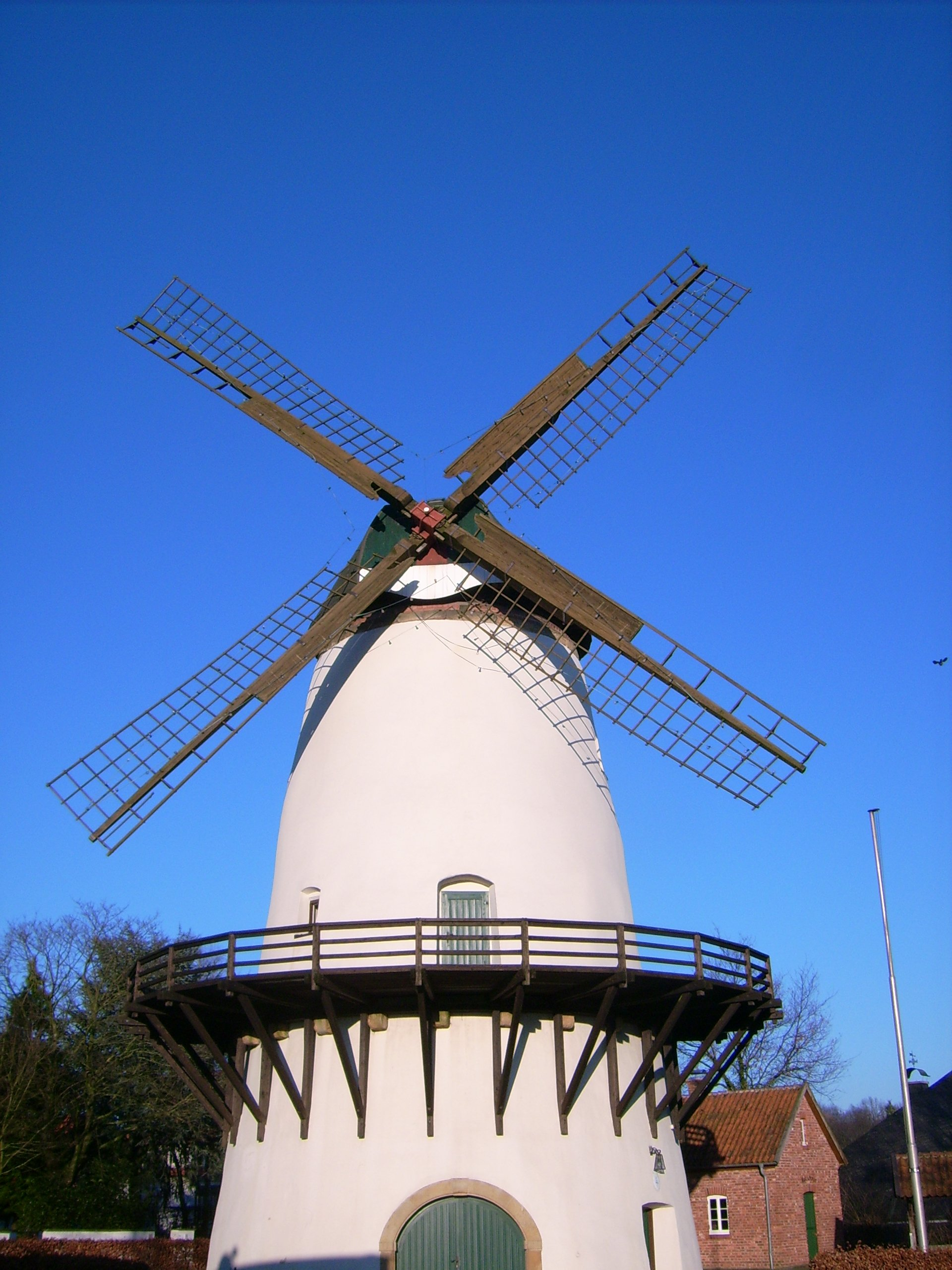
Windmolen van Glandorf

## Partnergemeenten
- Glandorf (Ohio), Verenigde Staten: in de 19e eeuw door emigranten uit Glandorf bij Osnabrück gesticht
- Lichtenberg in de gemeente Feldberger Seenlandschaft Mecklenburg-Voor-Pommeren, Duitsland

- Gemeinsame Normdatei: 4093561-9
- Library of Congress Control Number: n85173558
- MusicBrainz: 40a43edc-0e94-47dd-aec2-b5251dc9266f
- Virtual International Authority File: 159513664

Alfhausen · 
Ankum · 
Bad Essen · 
Bad Iburg · 
Bad Laer · 
Bad Rothenfelde · 
Badbergen · 
Belm · 
Berge · 
Bersenbrück · 
Bippen · 
Bissendorf · 
Bohmte · 
Bramsche · 
Dissen am Teutoburger Wald · 
Eggermühlen · 
Fürstenau · 
Gehrde · 
Georgsmarienhütte · 
Glandorf · 
Hagen am Teutoburger Wald · 
Hasbergen · 
Hilter am Teutoburger Wald · 
Kettenkamp · 
Melle · 
Menslage · 
Merzen · 
Neuenkirchen · 
Nortrup · 
Ostercappeln · 
Quakenbrück · 
Rieste · 
Voltlage · 
Wallenhorst